# Isabella van Urgell
Isabella van Urgell (overleden in 1071) was van 1065 tot 1070 koningin-gemalin van Aragón.

## Levensloop
Isabella was de dochter van graaf Ermengol III van Urgell en diens eerste echtgenote Adelheid van Besalú.
In 1065 huwde ze met koning Sancho I van Aragón, waarmee ze koningin-gemalin van Aragón werd. Het echtpaar kreeg een zoon: Peter I (1068-1104), die later koning van Aragón en Navarra zou worden.
In 1070 liet Sancho zich van Isabella scheiden om ze hem geen verdere kinderen kon schenken. In 1071 hertrouwde ze met graaf Willem I van Cerdanya, maar nog hetzelfde jaar stierf Isabella.